# Stomatia
Stomatia là một chi ốc biển, là động vật thân mềm chân bụng sống ở biển trong họ Trochidae, họ ốc đụn.

## Các loài
Các loài trong chi Stomatia gồm có:
- Stomatia duplicata G.B. Sowerby I, 1823[3]
- Stomatia phymotis (Hebling, 1779)[4]
- Stomatia splendidula A. Adams, 1855[5]